# Ascanio Sobrero
Ascanio Sobrero, född den 12 oktober 1812 i Casale Monferrato, död den 26 maj 1888 i Turin, var en italiensk kemist. Sobrero är mest känd för att ha upptäckt nitroglycerin.
Sobrero arbetade en tid i Paris i ett privat laboratorium under Théophile-Jules Pelouze, där han 1847 upptäckte nitroglycerin. Dit kom även Alfred Nobel som var mycket intresserad av nitroglycerin och  gjorde sprängämnet tekniskt användbart genom att grunda dynamit på Sobreros uppfinning. Sobrero var professor i kemi vid tekniska institutet och ingenjörsskolan i Turin 1860–1882 och utgav flera vetenskapliga arbeten, bland annat Manuale di chimica applicata alle arti (9 band, 1853-1878).

## Sobreros metod
Vid laboratorieförsök användes:
- 5 volymdelar salpetersyra med densitet 1,525
- 14 volymdelar svavelsyra med densitet 1,831
- 25 volymdelar glycerin.

Vid framställning i större skala ändrar man proportionerna något:
- 10 delar salpetersyra
- 20 delar svavelsyra
- 30—35 delar glycerin med densitet 1,26. Mängden avgörs av glycerinets kvalitet.

Nitreringen går till så att glycerinet får rinna ner i en fin stråle i syrablandningen under omrörning.
Observera att blandningen exploderar om den inte blandas och kyls på rätt sätt. Många människor har fått sätta livet till, bland andra Alfred Nobels bror Emil. Om nitroglycerinet inte ska explodera under framställning så ska temperaturen vara exakt 0 grader.